# Jチャン+
『Jチャン+』（じぇいちゃんぷらす）は、2019年4月1日から2024年3月29日に、鹿児島放送で平日夕方に放送されていた鹿児島県向けのローカルニュース番組。ハイビジョン制作。ここでは1998年10月5日から2019年3月29日まで放送された『KKBスーパーJチャンネルかごしま』→『KKBスーパーJチャンネル』および、2012年度から2年間17時台後半に放送されていた『早出しJチャンネル』（このタイトルは2012年度のみ）についてもここで記載する。

## 概要

### 2012年3月9日まで
- 16:53から18:17までは東京発（テレビ朝日）の『スーパーJチャンネル』を、18:18からの10分間はブロックネット番組の『スーパーJチャンネル九州・沖縄』をネットするため、2時間ある番組枠のうちローカル部分は18:28から18:55の30分弱に限られる。地上デジタルテレビジョン放送のEPGでは17:54から18:28までが『ANNスーパーJチャンネル』、その他が『KKBスーパーJチャンネル』と扱われている。『九州・沖縄』をネットしていることから、2012年3月9日までは県内他民放局よりローカル部分の開始時間が10分ほど遅かった。

### 2012年3月12日から
- 2012年3月12日から全国版の終了時間が18:15に繰り上がることに伴い、ローカルパートの開始時間も18:15開始になり、『―九州・沖縄』は18:19 - 18:30に内包される。さらに同年4月2日からは17:36 - 17:54枠もローカルニュースを「早出しJチャンネル」と称して放送するようになる。ちなみにEPGや番組表では早出しJチャンネルのタイトルは使われていない。年末年始の特別編成や緊急性のあるニュースが入った場合は17時台の差し替えは休止となる[注 1]。
- それまで第2・第4金曜日の17時台後半に放送していた『かごしまEチャンネル』を『ウェンズデー経済』に改題し、毎週水曜日の特集として放送する。
- EPGでは17:54 - 18:15が「ANNスーパーJチャンネル」、それ以外を「KKBスーパーJチャンネル」としている。新聞のテレビ欄では、17:36から放送の同番組が17:54からの全国ニュースと18:19からの『九州・沖縄』を内包しているかのように記述している。リニューアル後も引き続き、番組で放送されたニュースは放送後にインターネット配信を行っている。

### 2013年4月から
- 早出しJチャンネルは廃止、18時台と共通のタイトルとなる。16時台の番組の開始時間を繰り上げることで16:53スタートに固定。祝日などには16:54飛び乗り。後に飛び乗りポイントが全面的に廃止されたため、それ以降は16:53スタート。

### 2014年4月から
- 木曜と金曜のみ女性キャスターが樺山から塚越（木曜）と石橋（金曜）に交代した。2年間続いた17時台のローカル製作からは撤退し、17:36 - 17:54も東京発となる。そのため、いくつかのコーナーが終了したが、「ソラをライブ」は継続して放送されている。
- なお秋頃に石橋が退社したため翌年3月27日までは塚越が金曜のメインキャスターを兼務した。

### 2015年3月30日から
- メインキャスターが9年間務めた樺山から面高（月曜 - 水曜）、山下（木曜・金曜）に交代。
- 番組ロゴも合わせてリニューアルされ、これにより番組ロゴに長らく併記されていた「かごしま」の文字が表記されなくなった、なおスタジオは従来の物をベースにしながら木目調に改装された。
- 同年8月からオープニングをCG製作に変更し、従来から使用していたバーチャルセットもこの際に新しいデザインに変更している（2017年9月29日まで使用）。

### 2017年9月4日から
- 2017年9月1日をもってソラをライブを廃止、同年9月4日より県内5局で最後発および同局初の気象予報士 松浦悠真を起用（2019年9月に退社）。
- 同年9月29日の放送で毎週金曜日に行っていた一週間をニュース映像で振り返るエンディングが廃止
- KKBの新館 KKBアネックス竣工により、2017年10月2日より新スタジオでの放送が開始される。一方でオープニングCGが三度廃止され、右上に静止ロゴが表示されるのみとなった。

### 2018年1月から
- 2018年1月9日放送分より『おはよう!KKB』として当番組の再放送を翌日未明の時間帯に開始。冒頭に録画放送である旨のお断りテロップが出されるのみで差し替え無し、2019年の放送枠拡大後は一部カットした状態で放送（翌年春頃に終了）。

### 2019年4月から
- 番組タイトルを『Jチャン+』に変更、新たに16:48から2分間の放送枠を設けた[注 2]、九州沖縄ブロックネット枠『スーパーJチャンネル九州・沖縄』のネット枠が終了したことに伴い18時台の放送時間を10分間拡大。

### 放送の終了
- 2024年3月29日をもって放送を終了。同時に1998年10月から25年半続いた、Jチャンを冠したタイトルが平日夕方のローカルニュースから外れる。後番組は「News+おやっと![1]」。

## 歴代出演者

### キャスター
| 期間      | 期間       | メインキャスター | メインキャスター | メインキャスター | メインキャスター    | メインキャスター    | メインキャスター    | メインキャスター    | 気象予報士        |
| 期間      | 期間       | 男性             | 男性             | 男性             | 女性                | 女性                | 女性                | 女性                | 気象予報士        |
| 期間      | 期間       | 月・火           | 水・木           | 金               | 月・火              | 水                  | 木                  | 金                  | 気象予報士        |
| --------- | ---------- | ---------------- | ---------------- | ---------------- | ------------------- | ------------------- | ------------------- | ------------------- | ----------------- |
| 1998.10.5 | 2000.3.31  | 馬場雄二         | 馬場雄二         | 柿野賢治         | 池上美弥子          | 池上美弥子          | 池上美弥子          | 大平かつき          | （不在）          |
| 2000.4.3  | 2002.12.27 | 馬場雄二         | 馬場雄二         | 馬場雄二         | 若林芽育            | 若林芽育            | 若林芽育            | 若林芽育            | （不在）          |
| 2003.1.6  | 2006.3.31  | 馬場雄二         | 馬場雄二         | 馬場雄二         | 池上美弥子          | 池上美弥子          | 池上美弥子          | 池上美弥子          | （不在）          |
| 2006.4.3  | 2011.4.1   | 柿野賢治         | 柿野賢治         | 柿野賢治         | 樺山美喜子          | 樺山美喜子          | 樺山美喜子          | 樺山美喜子          | （不在）          |
| 2011.4.4  | 2012.3.30  | 櫻井譲士         | 櫻井譲士         | 柿野賢治         | 樺山美喜子          | 樺山美喜子          | 樺山美喜子          | 梶尾みどり          | （不在）          |
| 2012.4.2  | 2013.3.29  | 櫻井譲士         | 櫻井譲士         | 櫻井譲士         | 樺山美喜子          | 樺山美喜子          | 樺山美喜子          | 樺山美喜子          | （不在）          |
| 2013.4.1  | 2014.3.28  | 櫻井譲士         | 櫻井譲士         | 櫻井譲士         | 樺山美喜子 塚越礼奈 | 樺山美喜子 塚越礼奈 | 樺山美喜子 塚越礼奈 | 樺山美喜子 塚越礼奈 | （不在）          |
| 2014.3.31 | 2014.9.26  | 櫻井譲士         | 櫻井譲士         | 櫻井譲士         | 樺山美喜子          | 樺山美喜子          | 塚越礼奈            | 石橋友恵            | （不在）          |
| 2014.9.29 | 2015.3.27  | 櫻井譲士         | 櫻井譲士         | 櫻井譲士         | 樺山美喜子          | 樺山美喜子          | 塚越礼奈            | 塚越礼奈            | （不在）          |
| 2015.3.30 | 2016.9.30  | 櫻井譲士         | 櫻井譲士         | 櫻井譲士         | 面高亜沙美          | 面高亜沙美          | 山下智子            | 山下智子            | （不在）          |
| 2016.10.3 | 2017.6.23  | 櫻井譲士         | 櫻井譲士         | 櫻井譲士         | 中西可奈            | 中西可奈            | 中西可奈            | 中西可奈            | （不在）          |
| 2017.6.26 | 2017.7.28  | 南崇臣           | 南崇臣           | 南崇臣           | 中西可奈            | 中西可奈            | 中西可奈            | 中西可奈            | （不在）          |
| 2017.7.31 | 2017.9.1   | 村川裕           | 村川裕           | 村川裕           | 中西可奈            | 中西可奈            | 中西可奈            | 中西可奈            | （不在）          |
| 2017.9.4  | 2019.9.30  | 村川裕           | 村川裕           | 村川裕           | 中西可奈            | 中西可奈            | 中西可奈            | 中西可奈            | 松浦悠真          |
| 2019.10.1 | 2020.3.27  | 村川裕           | 村川裕           | 村川裕           | 中西可奈            | 中西可奈            | 中西可奈            | 中西可奈            | 菅原稿二          |
| 2020.3.30 | 2021.3.26  | 村川裕           | 村川裕           | 村川裕           | 小田都由            | 小田都由            | 小田都由            | 小田都由            | 菅原稿二          |
| 2021.3.29 | 2021.10.29 | 柏野仁弥         | 村川裕           | 村川裕           | 小田都由            | 鹿野未涼            | 鹿野未涼            | 鹿野未涼            | 菅原稿二          |
| 2021.11.1 | 2022.3.31  | 村川裕           | 村川裕           | 柏野仁弥         | 小田都由            | 小田都由            | 小田都由            | 鹿野未涼            | 菅原稿二          |
| 2022.4.1  | 2022.5.27  | 村川裕           | 村川裕           | 村川裕           | 小田都由            | 小田都由            | 小田都由            | 小田都由            | 松永達也          |
| 2022.5.30 | 2022.6.22  | 村川裕           | 村川裕           | 村川裕           | 小田都由            | 小田都由            | 小田都由            | 小田都由            | 松永達也 村上公平 |
| 2022.6.23 | 2022.7.25  | 村川裕           | 村川裕           | 村川裕           | 小田都由            | 小田都由            | 小田都由            | 小田都由            | 佐竹綾            |
| 2022.7.26 | 2024.3.29  | 村川裕           | 村川裕           | 村川裕           | 小田都由            | 小田都由            | 小田都由            | 小田都由            | 浅川かがり        |

### フィールドキャスター
- 福田大二朗（2016年10月3日 ‐ ）
- 面高亜沙美（2016年10月3日 ‐ ）

### めざせ!甲子園
- 柿野賢治 - 2003年度 - 2005年度
- 熊谷龍一・南崇臣 - 2006年度 - 2007年度
- 南崇臣 - 2008年年度 - 2009年度
- 福田大二朗・櫻井譲士 - 2010年度
- 福田大二朗・鈴木理加 - 2011年度
- 立和田賢人- 2021年度 -

2002年度以前と2013年度 - 2015年度の担当は不明、2020年度はウチカテ!!俺たちの夏として放送された。

### チェスト!スポーツ → チェスト!スポーツ+
- 福田大二朗 - 2012年4月 - 2013年3月

2013年4月以降はメインキャスターの櫻井が兼務している。

### かごしまのみんなでソラをライブ
| 期間      | 期間      | 月 - 水           | 木                | 金                |
| --------- | --------- | ----------------- | ----------------- | ----------------- |
| 2012.4.2  | 2013.3.29 | 鈴木理加 塚越礼奈 | 鈴木理加 塚越礼奈 | 鈴木理加 塚越礼奈 |
| 2013.4.1  | 2014.3.28 | 塚越礼奈          | 塚越礼奈          | 塚越礼奈          |
| 2014.3.31 | 2014.9.26 | 塚越礼奈          | 塚越礼奈          | 石橋友恵          |
| 2014.9.29 | 2016.9.30 | 塚越礼奈          | 塚越礼奈          | 塚越礼奈          |
| 2016.10.3 | 2017.4.28 | 塚越礼奈          | 橘高香純          | 橘高香純          |
| 2017.5.1  | 2017.8.31 | 塚越礼奈          | 小田都由          | 小田都由          |

### 手話通訳キャスター（現在は廃止）
- 久保幸子
- 福永しのぶ
- 木之本美香
- 丸岡麻由美

ほか

## コーナー紹介

### 18時台のコーナー（最終回までの時点）
現在このコーナーは、後番組『News+おやっと!』でも放送している。
- チェストスポーツ+（不定期、基本的に月曜日に放送）
- この店この味（水曜日に放送）
- Athleteの原石（不定期放送） - ロゴは「Athlete原石」と表記

### 過去のコーナー・不定期放送となったコーナー
- 早出しJチャンネル → KKBスーパーJチャンネルかごしま（17時台）
  - かごしまのみんなでソラをライブ（ウェザーニューズ協力）
  - MONDAYピックアップ - 鹿児島で注目したい話題を取り上げる（毎月第2 - 5月曜日）
  - 解決!サーズデー
- 開局30周年記念「あの日」 - 鹿児島放送開局30周年目を記念して2012年1月から12月、ある年の今日何が起こったかをVTRで紹介する、18:45前後に放送。
- 開局30周年記念「あの日」 - 鹿児島放送開局30周年目を記念して2012年4月から2013年3月、毎月ジャンル別に30年の歴史をVTRで紹介する（毎月第1月曜日）。
- まいたうん43 - 県内43市町村の話題を伝える、2012年4月から2013年3月。
  - 開局30周年記念「あの日」とまいたうん43に関しては、KKB開局30周年記念「蔵出しJチャンネル」として16時台に別途特別編が単発で放送された。（下記参照）
- 旬ネタ一番出し! - 2003年頃に放送、生活情報や商品紹介を主にしたコーナー、全曜日に放送。
- 旬ネタてんこ盛り - 旬ネタ一番出し！は全曜日に放送されていたが、-てんこ盛りは週1回の放送になった。
- Jチャンマイペット - 放送対象地域外の宮崎県都城市のペットも紹介されていた。番組エンディングに放送。
- がんばる中小企業
- Jの歳時記 - 2003年頃に放送、天気コーナーとは別に放送。
- ビジネスまな〜部 - 意外に知られていないビジネスマナーを紹介する（2012年頃、毎月第1木曜日）
- ウエンズデー経済 - 経済コーナーかごしまEチャンネルの後継コーナー（水曜日）
- かごしまのみんなでソラをライブ（ウェザーニューズ協力）
- 解決!Jチャンネル - 開始当初のタイトルは「解決!サーズデー」身近な悩みや疑問を解決する、主に櫻井が担当。（解決!サーズデー時代は毎月第2 - 5木曜日の17時台）
- 元気な子どもたち（金曜日・天気予報前に放送、2020年春頃で終了）
- サキドリ！鹿児島 - 鹿児島の最新ニュースや本番組の18時台のコーナーをラインナップしていた番組。(2022年10月3日 -  2023年9月29日まで放送）

## 特別番組
- 蔵出しJチャンネル - 2012年10月1日  - 10月5日 15:55 - 16:50に放送、30年のニュースを振り返り、高校野球の名シーンなども紹介。空撮やカメラがとらえた自然や景色などの映像を交えて紹介した[2]。
  - 10月1日 - あの日の記憶 ～カメラがとらえた30年～[3]
  - 10月2日 - 夏の記憶 ～高校野球30年～
  - 10月3日 - まいたうん43 ～残したいかごしま百景～
  - 10月4日 - まいたうん43 ～かごしま空中散歩～
  - 10月5日 - NEXT明日へ
- KKBスーパーJチャンネル 2016「かごしまの夢」スペシャル - 2016年1月3日 16:30 - 17:30[4]

## 放送時間

### 平日の放送時間の変遷
- 青色は18時台後半に放送される県内ニュースとは別タイトル扱いで放送されたコーナー・ミニ番組（「かごしまEチャンネル」、「早出しJチャンネル」、「サキドリ！鹿児島」）を指す。

| 期間          | 期間           | 16時台                                    | 17時台                                                      | 18時台                                 |
| ------------- | -------------- | ----------------------------------------- | ----------------------------------------------------------- | -------------------------------------- |
| 1998年10月    | 不明           |                                           | 17:00 - 17:05（5分）                                        | 18:30 - 18:55（25分）                  |
| 2000年10月    | 2003年3月      |                                           |                                                             | 18:30 - 18:55（25分）                  |
| 2003年4月     | 2007年6月      | 18:28 - 19:00（32分）                     |                                                             |                                        |
| 2007年7月     | 2008年9月      | 16:53 - 16:54（1分）                      | 18:28 - 18:55（27分）                                       |                                        |
| 2008年10月    | 2008年12月     | 16:53 - 16:54（1分）                      | 18:28 - 18:55（27分）                                       | 17:36 - 17:54（18分、毎月最終金曜日）  |
| 2009年1月     | 2009年3月      |                                           | 18:17 - 18:18（1分） 18:28 - 18:55（27分）                  | 17:36 - 17:54（18分、毎月最終金曜日）  |
| 2009年3月     | 2009年9月      | 18:28 - 18:55（33分）                     |                                                             | 17:36 - 17:54（18分、毎月最終金曜日）  |
| 2009年10月    | 2012年3月9日   | 17:36 - 17:54（18分、毎月第2・第4金曜日） | 18:28 - 18:55（33分）                                       |                                        |
| 2012年3月12日 | 2012年3月30日  | 17:36 - 17:54（18分、毎月第2・第4金曜日） | 18:15 - 18:19（4分） 18:28 - 18:55（27分）                  |                                        |
| 2012年4月2日  | 2012年12月     | 17:36 - 17:54（18分）                     | 18:28 - 18:55（27分）                                       |                                        |
| 2013年1月     | 2014年3月28日  | 17:36 - 17:54（18分）                     | 18:25 - 18:55（30分）                                       |                                        |
| 2014年3月31日 | 2015年11月30日 |                                           | 18:25 - 18:55（30分）                                       |                                        |
| 2015年12月1日 | 2016年3月      | 18:25 - 18:55（30分）                     |                                                             |                                        |
| 2016年4月     | 2019年3月      | 18:25 - 18:55（30分）                     |                                                             |                                        |
| 2019年4月1日  | 2020年3月27日  | 16:48 - 16:50（2分）                      | 18:15 - 18:55                                               |                                        |
| 2020年3月30日 | 2021年9月      | 16:38 - 16:40（2分）                      | 18:15 - 18:55（40分）                                       |                                        |
| 2021年10月    | 2022年9月      | 16:43 - 16:45（2分）                      | 18:15 - 18:55（40分）                                       |                                        |
| 2022年10月    | 2023年9月29日  | 16:43 - 16:45（2分）                      | 18:15 - 18:55（40分）                                       |                                        |
| 2023年10月2日 | 2024年3月29日  |                                           | 17:33 - 18:40（67分、月曜日） 17:33 - 18:45（72分、金曜日） | 18:15 - 18:55（40分、火曜日 - 木曜日） |

- 2019年4月にタイトルが変更されるまでは、新聞の番組表では全国のニュースなどを含めて「KKBスーパーJチャンネル」としていた。テレビ雑誌・電子番組表では東京発の「スーパーJチャンネル」および「ANNスーパーJチャンネル」と「スーパーJチャンネル九州沖縄」とはそれぞれ分割して表記していた。
- これらの他に17時台後半には番組開始当初から2000年9月29日まで「ほっと540九州沖縄」（17:40 - 17:54）、2000年10月2日から2019年3月29日までは、全国ニュースの直後に「スーパーJチャンネル九州沖縄」（開始当初は18:18 - 18:30）が九州沖縄ブロックネットで放送されていた。
  - 2008年10月から2012年3月まで毎月最終金曜→毎月偶数金曜日の同時間に放送された番組「かごしまEチャンネル」は各番組表には掲載されなかった。

### 土曜日・日曜日の放送
- 土曜日・日曜日のニュースについては、2003年3月までは日曜日のみ『スーパーJチャンネル』内に内包されていた。場合によっては番組後半をすべてローカルニュースに充てることもあった（エンディングスポンサーベースの6秒間は東京発をネット）。
  - 2012年10月までは土曜日・日曜日ともに17:55からの『KKBニュース』に分離して放送していたため、『スーパーJチャンネル』はフルネットで放送されていたが、2012年11月から両曜日ともに当番組に再内包され17:47もしくは17:50からの放送となった。
- 『報道ステーション SUNDAY』（2015年4月5日 - 2017年4月2日）および『サンデーステーション』（2018年4月1日 - 2020年9月27日）が夕方に放送されていた期間の日曜日は、各番組のローカル枠として放送するようになっていた。
- 2016年10月8日から2019年9月の廃枠まで『スーパーJチャンネル』土曜第1部のフルネットを行っていた。

### その他
- 鹿児島放送などでは、2008年最後の通常放送（日付失念）にて東京発のものが差し替え無くそのまま放送された。

## イベント
- 「スーパーJチャンネルトークセッション」（鹿児島放送主催、2007年10月27日、鹿児島市中央公民館）